# Metadasylobus vorax
Metadasylobus vorax is een hooiwagen uit de familie echte hooiwagens (Phalangiidae).